# Пухонос дернистый
Пухонос дернистый (лат. Trichophorum cespitosum) — вид травянистых растений рода Пухонос (Trichophorum) семейства Осоковые (Cyperaceae).

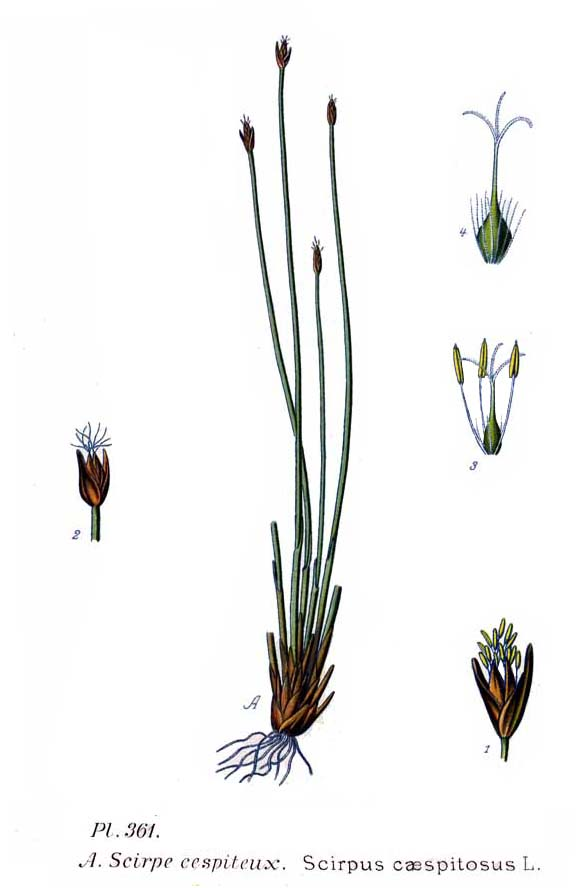

## Ботаническое описание
Многолетнее травянистое растение. Стебли многочисленные, плотно скученные в более или менее крупные дерновинки, 10—30 см высотой и ½—⅔ мм толщиной, прямостоячие, одетые при основании многочисленными (6—12) буровато-соломенного цвета, лоснящимися и с резкими продольными жилками влагалищами; из них нижние расколоты с одной стороны до самого основания, от продолговато-яйцевидной до ланцетовидной формы; верхние — постепенно более длинные, узкие и сильнее заострённые, 8—20 мм длиной и до 5 мм шириной; лишь самые верхние влагалища, в числе 1 реже 2, являются цельными, трубчатыми, значительно длиннее остальных, бледно-зелёные, на конце косо срезанные и несут шиловидную, с притупленным хрящеватым кончиком, листовую пластинку 2—7 мм длиной и около 0,5 мм шириной.
Цветочный колосок одиночный на верхушке стебля, немного (6—8)-цветковый, яйцевидный, 4—5 мм длиной и 2—2,5 мм шириной. Прицветные чешуйки рыжевато-бурые, продолговато-яйцевидные, заострённые, 3—3,5 мм длиной и 1,5 мм шириной; самая нижняя, охватывающая основание колоска, несколько длиннее остальных, почти равна колоску, на верхушке вытянута в толстый и тупой, подобно тому как у листьев, кончик. Околоцветные щетинки почти равны или немного длиннее орешка, гладкие, без шипиков. Рылец 3. Орешек трёхгранно-обратнояйцевидный, гладкий, около 2 мм длиной и 1 мм шириной. Цветение во второй половине мая и в июне, плоды в июле.

## Распространение и экология
Евразия и Северная Америка. Растёт на моховых и торфяных болотах, а также в мохово-лишайниковых тундрах.

## Синонимы
- Aplostemon bracteatus (Bigelow) Raf.
- Baeothryon cespitosum (L.) A.Dietr.
- Clavula cespitosa (L.) Dumort.
- Eleocharis cespitosa (L.) Link
- Eleocharis pallida Shuttlew. ex Steud.
- Kreczetoviczia cespitosa (L.) Tzvelev
- Limnochloa cespitosa (L.) Rchb.
- Scirpus bracteatus Bigelow
- Scirpus cespitosus L.
- Scirpus luteus Gilib.
- Trichophorum austriacum Palla
- Trichophorum bracteatum (Bigelow) V.I.Krecz. ex Czernov